# Isidore Fattal
Isidore Fattal (* 26. Oktober 1886 in Aleppo (Syrien); † 4. September 1961 ebenda) war ein Bischof der Melkitischen Griechisch-Katholischen Kirche im Libanon und in Syrien.

## Leben
Am 20. Juli 1912 empfing er die Priesterweihe und wurde am 20. Juli 1943 zum Bischof von Banyas im Libanon ernannt. Die Bischofsweihe fand am 1. August 1943 statt. Noch im gleichen Jahr und Monat wurde er zum Erzbischof von Aleppo in Syrien ernannt. Sein Nachfolger in Banyas wurde Erzbischof Basilio Antonio Leone Kilzi BA. Vom 13. August 1943 bis zu seinem Tod am 4. September 1961 bekleidete er dieses Amt und verstarb im Alter von 75 Jahren. Sein Nachfolger in Aleppo wurde Erzbischof Athanasios Toutoungi.

## Der „Große Bischof von Syrien“
In einer Biographie (1963) von Archimandrit Ignace Dick bezeichnet dieser Erzbischof Fattal als den „Großen Bischof von Syrien“, so schreibt er weiter: 

„Erzbischof Isidore Fattal war während einer kritischen Phase in Syrien ein maßgeblicher Gestalter des Christentums in Syrien. In der Nachkriegszeit begründete er, unter der französischen Herrschaft in Syrien, die pastorale und pädagogische Arbeit in der Diözese. In Syrien führte er die Christen zu religiöser Persönlichkeit, er förderte die Freiheit des Gewissens und die persönliche Bildung. Seit 1943 hatte er die Melkitische Griechisch-Katholische Kirche in Syrien neu strukturiert, reorganisiert und umgegliedert. So erhielten die Pastoren eigene Verantwortungsbereiche, die Pfarreien wurden gleichmäßig aufgeteilt und der Bischof versandte regelmäßig zu den Sonntagen  Hirtenbriefe. Gemeinsam mit dem Bischof von Beirut, dem späteren Patriarchen von Antiochien Erzbischof Maximos IV. Sayegh, gründete er 1946 Mädchenschulen und vertraute den „Schwestern der Muttergottes von der immerwährenden Hilfe“ die Leitung an. Zu seinen Werken gehören auch die Gründung einer technischen Ausbildungsstätte, eines katholischen Arbeitervereines und der Ausbau von Kirchen. 
Spätere syrische Regierungen haben seine Leistungen für das Land anerkannt und zeichneten ihn mit mehreren Ehrungen aus. Seine Stärke war, sich niemals in die Politik einzumischen aber ständig den Dialog mit den Machthabern zu führen. Seinem Motto „Der gute Hirt gibt sein Leben für seine Schafe“ (Joh 10,11 ) folgend, hat Isidore Fattal sein Leben dem Dienst an seiner Gemeinde geopfert, dieses unterstrich auch sein Wappentier Pelikan, der bekanntlich als Symbol für Jesus Christus und die Elternliebe steht. (Auszüge)“